# Patrick Juvet
Patrick Juvet (Montreux, 21 agosto 1950 – Barcellona, 1º aprile 2021) è stato un cantante, compositore e modello svizzero.

## Biografia
Pianista già noto nell'infanzia, dopo gli studi effettuati all'istituto d'arte firmò un contratto per un'importante agenzia di moda, e per qualche tempo essenzialmente calcò le passerelle. Nel 1972 incise il suo primo album in studio La Musica, al quale ne seguiranno altri quattro di successo in Francia. Tra questi si segnala Paris by Night, prodotto da Jean-Michel Jarre e con i contributi di Ray Parker Jr. e Lee Ritenour. Nel 1973 rappresentò la Svizzera all'Eurovision Song Contest con un pezzo nel segno della varieté française, Je Vais Me Marier, Marie; pur classificatosi al dodicesimo posto, ottenne un buon riscontro di vendite in Svizzera, Francia e buona parte d'Europa. Alla fine degli anni settanta, Juvet lanciò i tre fortunati brani disco Où sont les femmes ? (1977), I Love America (1978) e Lady Night (1979), questi ultimi due cantati in inglese. Nel 1980 pubblicò un disco dal vivo registrato l'anno precedente all'Olympia di Parigi, a cui seguì un ultimo album cantato in inglese: Still Alive. In seguito tornò a incidere in francese.
Fu trovato senza vita nel suo appartamento a Barcellona, città in cui risiedeva da tempo, il primo aprile 2021. Aveva 70 anni. Un referto dell'autopsia, rilasciato l'8, concluse che Juvet era morto per arresto cardiaco.

## Vita privata
Sul finire degli anni novanta fu compagno dell'attore Pierre Palmade; i due rimasero ottimi amici dopo la fine del legame. Nel 2005 Juvet pubblicò un'autobiografia, Les bleus au cœur, nella quale rivelò la propria bisessualità. Nel 2018 dichiarò che il suo più grande amore della sua vita fu la scrittrice Florence Aboulker.

## Discografia

Patrick Juvet nel 1976

### Album
- La musica (1972)
- Love (1973)
- Olympia 73 (1973)
- Chrysalide (1974)
- Mort ou vif (1976)
- Paris by Night (1977)
- Got a feeling (1978)
- Lady night (1979)
- Laura ou les ombres de l'été (1979)
- Live Olympia 79 (1979)
- Still Alive (1980)
- Rêves immoraux (1982)
- Solitudes (1991)
- Best of Patrick Juvet (1994)
- L'essentiel (2006)